# Antonio Herrera Toro
Antonio Herrera Toro est un artiste peintre vénézuélien, né à Valencia (Venezuela), le 26 janvier 1857 et mort à Caracas le 26 juin 1914. Il est l'un des peintres majeurs du pays au XIXe siècle.

## Biographie
Antonio Herrera Toro est né à Valence, dans l'état de Carabobo, au Venezuela, le 16 janvier 1857, il est le fils de Juan José Herrera et de Teresa Toro. Il a fait ses études à l'école de dessin de Caracas, chez le savant allemand Adolf Ernst.
À Caracas, à partir de 1869, il commence comme apprenti chez Martín Tovar y Tovar, puis entre 1874 à 1985 il étudie à l'Académie des Beaux-Arts, avec José Manuel Mauco.
En 1875, le gouvernement d'Antonio Guzmán Blanco lui accorde une bourse pour étudier, d'abord à Paris, puis à Rome. En 1881, il revient à Caracas avec des croquis de l'Assomption de la Vierge à mettre en œuvre dans la cathédrale, où il a été aidé par Christopher Rojas en tant qu'assistant. En 1883, il peint les derniers moments du Libérateur, le travail a été présenté à l'Exposition Nationale à l'occasion du centenaire de la naissance de Simón Bolívar. En 1884, il voyage au Pérou où il va prendre des notes pour deux tableaux commandés par le gouvernement de Tovar y Tovar et sont finalement exécutés par le même Herrera de Tovar.
De retour à Caracas, il se consacre aux œuvres de portraits telles que la charité et la mort de Ricaurte à San Mateo.
Ensuite, il alterne la peinture et le journalisme, utilisant le pseudonyme de Santoro pour signer certains de ses écrits.
En 1892, il est nommé directeur des bâtiments et des ornements. En 1908, il est nommé directeur de l'Académie Nationale des Beaux-Arts après la mort d'Emilio Mauri. En 1909,au début de son administration, le mécontentement d'un grand groupe d'élèves, exige des changements dans l'orientation des études en arts visuels. Au cours de 1911, avec Pedro Brito Arismendi, il rédige les règlements de l'Institut national des Beaux-Arts, qui comprend une section de peinture, de sculpture et de musique. Herrera Toro, en dépit d'être la cible de manifestations étudiantes, il reste à son poste, et l'occupe jusqu'à sa mort, le 26 juin 1914.

## Œuvres

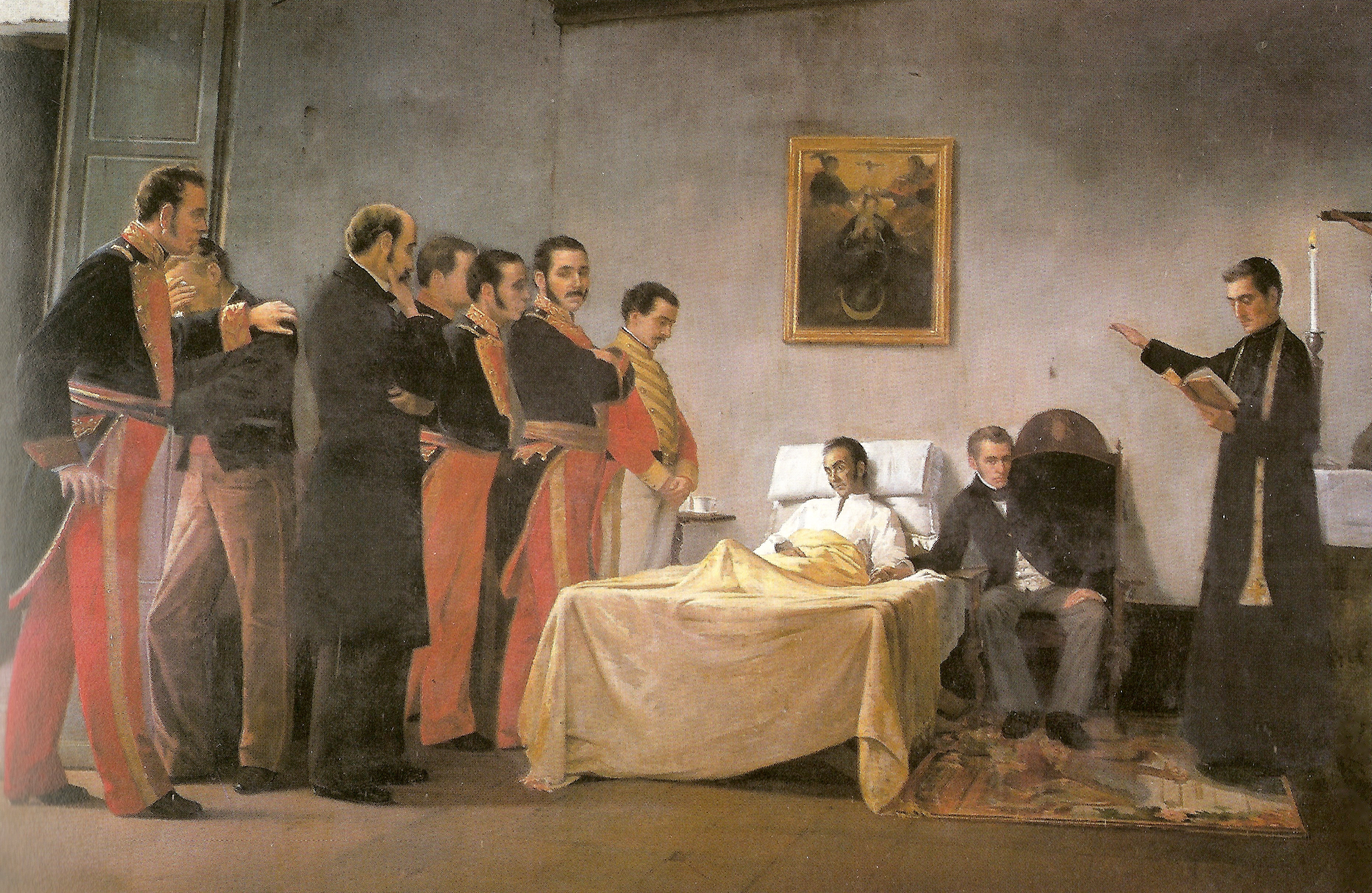
La muerte de Libertador (1883)

- 1883 . "La muerte del Libertador"